# Storcirkel

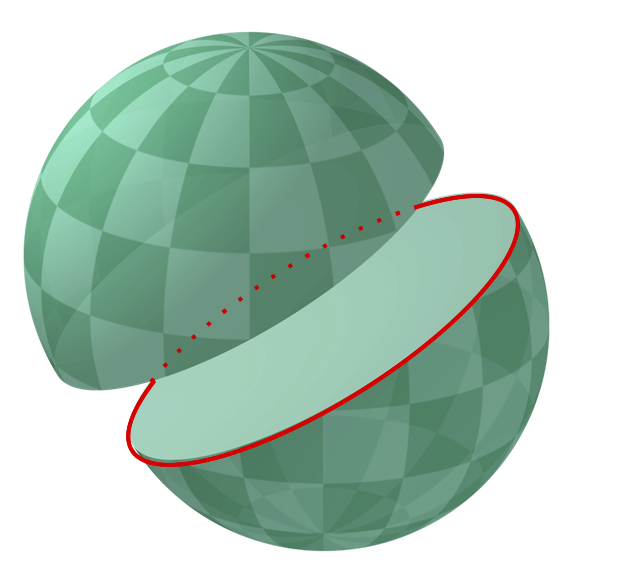
Storcirkel av en sfär.

Exempel på den kortaste vägen mellan två orter på jorden med lite jordmassa i vägen, i detta exempel Grimetons sändare och en mottagare på Long Island.

Storcirkel, skapas när man försöker dra den kortaste vägen mellan två orter på en jordglob. Termen storcirkel kommer av att det är den största cirkel som går att rita på en sfär. En storcirkel har alltid sin medelpunkt i sfärens medelpunkt, och storcirklar är "räta linjer" på sfären i icke-euklidisk geometri.
Storcirkeln är den cirkel på sfärens yta som har den minsta krökningen och den motsvarar därför också den kortaste färdvägen mellan två punkter. När exempelvis internationella flygbolag lägger ut sina flyglinjer på en plan karta (till exempel genom Mercator-projektion), ser rutterna ut som kurviga linjer. Detta beror på att de är bågar av storcirklar. En rutt som ser ut som en rät linje på kartan är i realiteten längre.
På jordytan ligger de longitudinella linjerna på en storcirkel, och ekvatorn är en storcirkel. De latitudinella linjerna (exklusive ekvatorn) är inte storcirklar, eftersom de är mindre än ekvatorn. Sådana cirklar runt en sfär kallas i stället lillcirklar.

## Beräkning av storcirkelavståndet
Ett enkelt men ganska noggrant sätt att beräkna storcirkelavståndet i kilometer mellan två punkter A och B belägna på jorden är:
{\displaystyle Distans=\arccos \left(\sin latA*\sin latB+\cos latA*\cos latB*\cos \left(longB-longA\right)\right)\ *\ 6\,378{\mbox{ km}}}
där lat och long är punkternas koordinater, latitud och longitud. Notera att formeln förutsätter att rymdvinkeln, som returneras av arccos, är i radianer. Vill man inte ställa om från grader (som lat och long normalt anges i) måste man även multiplicera resultatet med pi / 180 (för att få avståndet i km).
- Formeln bortser från jordens avplattning mot polerna.
- Jorden har approximerats till en sfär med radien 6378 km. Omkretsen är därmed ungefär 40074 km.
- Latitud och longitud anges ofta i det sexagesimala systemet (grader, minuter och sekunder). För att få en position som går att räkna med, måste dessa angivelser konverteras enligt grader + minuter / 60 + sekunder / 3600.Räknar man i radianer (som de flesta datorer gör) måste dessa värden dessutom multipliceras med pi / 180 innan några trigonometriska funktioner (sin och cos) appliceras.